# 小谷野美智子
小谷野 美智子（こやの みちこ、1945年2月10日 - ）は、日本の元女優、声優。茨城県出身。

## 略歴
柏日体高等学校（現：日本体育大学柏高等学校）卒業後、就職先である電器会社の宣伝部にて俳優座の公演切符を貰い観劇したことがきっかけで舞台劇の虜となり、舞台女優を目指す。
劇団俳優小劇場（劇団俳小）へ所属し、初期からのメンバーだった。ジャン＝ポール・サルトル作の『トロイアの女たち』のコロス役で初舞台。その後、俳小、エー・アンド・イーにも所属していた。
声優としては『鬼警部アイアンサイド』の吹き替えでデビュー。二言だけの端役だったが、直後に同作でメインとなるゲスト出演者の吹き替えに抜擢され、以降は多くの吹き替えに出演した。
沢田敏子によると、現在は引退しているという。

## 特色・人物
趣味は旅行。また、気の置けない友人と飲みながら芝居の話をすることが好きだったという。
主に吹き替えに出演。持ち役は無かったが、ロミー・シュナイダーやジュリー・クリスティなど著名な女優を単発で吹き替える機会が多かった。一方で、ピア・アンジェリの吹き替えは複数の作品で担当していた。
本人いわく、「あだっぽい女の役」や「クセのある、エキセントリックな役」を演じる機会が多かったという。
舞台活動によって演じる役を深く追求する性格になったといい、収録期間が短い声優業では役作りが追いつかず苦労する時があることを明かしていた。
特に印象に残った出演作品に、ブリジット・バルドーを吹き替えた『ビバ!マリア』を挙げている。

## 出演作品

### テレビドラマ
- 志都という女（1967年、TBS）
- 見合い恋愛（1969年、NTV）
- 俄 浪華遊侠伝（1970年、TBS） - 小女
- 花もめん（1970年、TBS）
- 必殺仕掛人 第22回「大荷物小荷物仕掛の手伝い」（1973年、ABC） - 由布
- 海鳴りの女（1973年、KNB）
- 江戸の旋風II（1977年、CX）

### 映画
- 君は海を見たか（1971年、第日映配） - 坂本看護婦 役
- すっぽん女番長（1971年、ダイニチ映配） - トッポ 役

### テレビアニメ
- おんぶおばけ（1972年、おしず）
- あしたへアタック!（1977年、海老原さおり、大原律子）
- ルパン三世 (TV第2シリーズ)（1978年 - 1980年、カミーラ[要出典]）
- サイボーグ009（1980年、シーラの母）

### ラジオドラマ
- 大放浪（1978年、マーシャ・ロマノフ）

### ゲーム
- ルパン三世 THE SHOOTING（2001年、カミーラ）

### 女優
ピア・アンジェリ
- 殺し屋専科
- ソドムとゴモラ（イルディス）
- 葡萄の季節（ルシーヌ）

### 映画
- 愛はエーゲ海に燃ゆ（リズ〈ジャクリーン・ビセット〉）※機内上映版[2]
- 悪徳警官（ナンシー〈アン・フランシス〉）
- 悪魔の墓場（ケイティ）
- イルカの日（マリアンヌ）※テレビ朝日版
- ウィンチェスター銃'73（ローラ〈シェリー・ウィンタース〉）※東京12ch版
- オデッサ・ファイル（ジギー）
- 顔のない眼（クリスティーヌ〈エディット・スコブ〉）
- 騎兵隊（ハンナ・ハンター）※TBS旧版
- ギャング・プロフェッショナル4+1（グラツィエラ・グラナーダ）
- ギャンブラー（ミラー〈ジュリー・クリスティ〉）
- 吸血鬼ヨーガ伯爵
- 恐怖の館（マージョリー・ウォーデン〈サンディ・デニス〉）※テレビ版
- グラマー強盗団（ヘレン〈リンダ・S・ボガード〉）
- ゲイター（アギー〈ローレン・ハットン〉）
- ケイン号の叛乱（メイ・ウィン）※フジテレビ版
- 決死圏SOS宇宙船（シャロン・ロス）
- ゴッドファーザー（コニー・コルレオーネ〈タリア・シャイア〉）※日本テレビ版
- ゴッドファーザー PART II（コニー・コルレオーネ〈タリア・シャイア〉）※日本テレビ版[6]
- 殺しを呼ぶ瞳（ドディ〈メリー・アンダース〉）※東京12ch版
- サイレンサー/待伏部隊（シーラ〈ジャニス・ルール〉）
- ザ・ショック（ドーラ〈ダリア・ニコロディ〉）
- ザ・ドライバー（女〈イザベル・アジャーニ〉）※日本テレビ版
- 死刑台のメロディ（ローザ）
- 灼熱の怪（アンジェラ〈ジェーン・メロウ〉）
- ジャッカルの日（デニーズ〈オルガ・ジョルジュ＝ピコ〉）※テレビ朝日版
- 深海からの脱出ー潜水艇遭難ー
- 西部悪人伝（ジェーン〈リンダ・ヴェラス〉）
- 西部決闘史（マギー）[7]
- 底抜けもててもてて
- 血のエクソシズム/ドラキュラの復活
- 追憶（クララ・ダンデュ）
- デンジャー・ポイント（〈アニア・マーソン〉）
- ドラゴンVS.7人の吸血鬼（メイ）
- 流れ者
- ナンバーワン物語（ジュリー〈ジェシカ・ウォルター〉）
- パリの大泥棒（シャーロット〈ジュヌヴィエーヴ・ビュジョルド〉）
- パリのめぐり逢い（ミレーユ）
- ハロウィン（リンダ〈P・J・ソールズ〉）
- バンボーレ（ジョバンナ〈モニカ・ヴィッティ〉）[2]
- ビスマルク号を撃沈せよ!（アン・デイヴィス〈ダナ・ウィンター〉）※フジテレビ版
- ビッグ・ガン（ラガッツァ）※NETテレビ版
- ビバ!マリア（マリー〈ブリジット・バルドー〉）※TBS旧録版
- ピラミッド（ナイラ王妃〈ケリマ〉）※フジテレビ版
- ピンク・パンサー2（クローディーヌ〈カトリーヌ・シェル〉）※日本テレビ版
- 不思議な世界・未来戦争の恐怖（デニーズ〈リタ・トゥシンハム〉）
- フランス式十戒（タニア〈ダニー・サバル〉）
- ホスピタル（バーバラ〈ダイアナ・リグ〉）
- マルクスの二梃拳銃
- 水の中の小さな太陽（ナタリー〈クローディーヌ・オージェ〉）[2]
- 名誉と栄光のためでなく（アイシャ）※テレビ東京版
- 野生の眼/世紀末猟奇地帯（バルバラ・ベイツ〈デリア・ボッカルド〉）
- 予期せぬ出来事（ミス・ミード）※TBS版
- 離愁（アンナ〈ロミー・シュナイダー〉）[2]
- ロング・グッドバイ（アイリーン・ウェイド）
- 007/サンダーボール作戦（フィオナ〈ルチアナ・パルッツィ〉）※TBS版[8]

### ドラマ
- 宇宙大作戦
  - 「惑星アルギリスの殺人鬼」
  - 「宇宙指令！首輪じめ」ジャナ・ヘインズ少尉役
  - 「宇宙犯罪シンジケート」
  - 「宇宙300年の旅」
  - 「危機一髪！OK牧場の決闘」（シルビア〈ボニー・ビーチャー〉）
  - 「惑星アーダナのジーナイト作戦」
- 鬼警部アイアンサイド
- 警部マクロード（フィリス・ノートン〈テリー・ガー〉）
- 権力と陰謀・大統領の密室（〈メグ・フォスター〉）
- 地上最強の美女バイオニック・ジェミー（キャラハン）
- ドクター・ウェルビー「フルートの音の消えるとき」（トレイシー〈ダーリン・カー〉）
- ネーム・オブ・ザ・ゲーム（ペギー・マックスウェル）